# سانتياغو كاريو
سانتياغو خوصي كاريو سولاريس (بالإسبانية: Santiago José Carrillo Solares)‏ والمعروف اختصارا سانتياغو كاريو  (ولد في 18 يناير 1915 بخيخون، إسبانيا، وتوفي في 18 سبتمبر 2012 في مدريد)، هو شخصية سياسية شيوعية إسبانية. تقلد مسؤولية الكتابة العامة للحزب الشيوعي الإسباني (PCE) بين سنتي 1960 و1982. حارب كاريو خلال الحرب الأهلية الإسبانية، وكان من أبرز معارضي النظام الفرانكوي قبل أن يقوم بأدوار مهمة خلال مرحلة الانتقال الديمقراطي الإسباني.

## مرحلة ما قبل الحرب الأهلية
قضى سانتياغو كاريو طفولته الأولى بمسقط رأسه أستورياس. في 1924 انتقلت عائلته لتستقر في مدريد، بحكم ترقي والده وينسيسلاو كاريو (Wenceslao Carrillo) إلى منصب قيادي مركزي في صفوف نقابة الاتحاد العام للعمال (UGT) والحزب الاشتراكي العمالي (PSOE). استقرت العائلة التي تضم خمسة أطفال، في حي كواطرو كامينوس العمالي، وعاشت ظروفا معيشية صعبة، بحكم تواضع التعويضات المالية لوظيفة رب الأسرة النقابية.

تلقى كاريو تعليمه الأساسي في إحدى مدارس الحي، التابعة للمؤسسة الحرة للتعليم، وهي منظمة تعليمية تقدمية، نشأت في 1876، توفر تعليما علمانيا، مستقلا عن التعليم الحكومي. بعد إتمامه مرحلة التعليم الأساسي، اختير كاريو لخوض امتحان نيل شهادة الباكالوريا، إلا أنه لم يتمكن من اجتيازه بحكم عوز عائلته التي لم تستطع دفع تكاليف اجتياز الامتحان.

اشتغل بعد ذلك كعامل متعلم في إحدى المطابع، ثم انخرط في الشبيبة الاشتراكية الإسبانية (الفصيل الشبابي للحزب الاشتراكي العمالي) ونقابة الاتحاد العام للعمال (UGT). في 1930، وعن سن الخامسة عشرة، ساهم بكتابات في جريدة الاشتراكي (El Socialista)، لسان الحزب الاشتراكي العمالي، وفي 1931 غداة إعلان الجمهورية الإسبانية الثانية، تكلف بتغطية الأنشطة البرلمانية، وهو ما مكنه من الاحتكاك بثلة من الصحفيين الكبار المتخصصين في الصحافة السياسية.

كان كاريو، داخل الحزب الاشتراكي، منتميا لتيار الأقلية ذات الفكر الثوري، في مقابل الخط العام الإصلاحي لأغلب مناضلي الحزب. استطاع، بعد تقلده رئاسة تحرير جريدة التجديد (Renovación)، في 1933، الناطقة باسم الشبيبة الاشتراكية، أن ينشر الأفكار والمواقف الثورية لتياره، مساعدا في ذلك بقدراته التحليلية والجدلية.

في 1934، انتخب ككاتب عام للشبيبة الاشتراكية، وتميزت سياسته في هذا المنصب في التنسيق الوثيق مع التيارات الثورية للحزب الاشتراكي، والدفع تجاه توحيد المنظمات الشبيبية العمالية (الاشتراكية والشيوعية) وانضمام الحزب الاشتراكي العمالي للاشتراكية الدولية. دافع كاريو أيضا عن انضمام اليسار الشيوعي الإسباني (تنظيم تروتسكي) إلى الحزب الاشتراكي.

في 1934، اندلعت أزمة سياسية تميزت باضطرابات عنيفة واضرابات عامة، عرفت باسم ثورة 1934 (أو الإضراب الثوري العام لسنة 1934)، سجن على إثرها كاريو إلى غاية 1936، حيث أطلق سراحه بعد فوز الجبهة الشعبية (ائتلاف يساري) بالانتخابات التشريعية. بمجرد خروجه من السجن سافر إلى موسكو ضمن وفد من قياديي الشبيبتين الاشتراكية والشيوعية، حيث تم الاشتغال على مسلسل توحيد الطيف اليساري الإسباني تحت مظلة موسكو. وتم توحيد المنظمتين تحت لواء الشبيبة الاشتراكية الموحدة، والتي ستصبح قوة سياسية وازنة بعدد منخرطين يناهز ال 200 ألف.

## الحرب الأهلية
كان سانتياغو كاريو متواجدا في باريس، عند اندلاع الحرب الأهلية الإسبانية في 1936، فعاد مباشرة لإسبانيا ليلتحق أولا بجبهة بلاد الباسك ثم بجبهة المناطق الجبلية المحيطة بمدريد في مرحلة ثانية. رقي إلى رتبة نقيب في بداية خريف 1936، وفي 6 نونبر 1936، انخرط في الحزب الشيوعي الإسباني وعين كعضو في المجلس العسكري للدفاع عن مدريد، الذي ترأسه الجنرال خوسي مياخا. كانت مهمة المجلس تنظيم التعبئة الشعبية وتكوين كتائب لصد هجوم الجبهة القومية على العاصمة، في ظل انسحاب حكومة فرانثيسكو لارجو كابييرو إلى بلنسية.

على المستوى السياسي، استمر كاريو من 1937 إلى نهاية الحرب في تنظيم الشبيبة الاشتراكية الموحدة (JSU)، وتعبئة أعضائها في صفوف الجيش الشعبي الإسباني. في 1937 أصبح عضوا في المكتب السياسي للحزب الشيوعي الإسباني.
مجزرة باراكويوس ديل خاراما
كانت مهمة سانتياغو كاريو الحفاظ على الأمن العام، وهي المهمة التي ستجعله المتهم الأول في قضية مجزرة باراكويوس. فغداة رحيل الحكومة الجمهورية نحو بلنسية، وبداية محاصرة القوميين لمدريد، تم تجميع المعتقلين السياسيين في السجون المدريدية، وتنقيلهم إلى بلدة باراكويوس دي خاراما شرق مدريد، حيث أعدمو جماعيا ودفنو في مقابر جماعية.

بعد نهاية الحرب العالمية الثانية، نشر النظام الفرانكوي هذه الوقائع، محملا مسؤولية التنفيذ المباشرة لسانتياغو كاريو، والذي كان حينها في المنفى. وهو ما ظل دائما ينفيه كاريو.

اختلف المؤرخون في مدى مسؤولية كاريو عن المجزرة، فحسب المؤرخ ثيسار بيدال (César Vidal)، تشير وثائق داخلية للكومنترن إلى اسم سانتياغو كاريو كآمر مباشر بتصفية الطابور الخامس القومي. 

كما يرى المؤرخ البريطاني بول بريستون (Paul Preston) في كتابه «المحرقة الإسبانية» أن كاريو مسؤول مباشر عن المجزرة، بحكم كونه المسؤول عن تعيين مدير الأمن سيرانو بونثيلا (Serrano Poncela) الذي كان المنفذ العملياتي للمجزرة، بمعرفة من رئيسه المباشر كاريو.

بالمقابل، يرى المؤرخ الإيرلندي أيان جيبسون (Ian Gibson) في حوار مع إلباييس سنة 2005، وهو الذي أصدر كتابا يحقق في وقائع باراكويوس سنة 1983، أن كثيرا من الجزئيات لا زالت مجهولة في عملية إعادة تشكيل الوقائع، خصوصا وأن الفترة الفاصلة بين رحيل الحكومة الجمهورية (6 نونبر 1936) وتنفيذ المجزرة (7 نونبر) كانت جد قصيرة وتميزت بشبه فراغ مؤسساتي، يصعب معه توثيق القرارات التي اتخذت خلال ذلك اليوم.

## المنفى والعمل السري
بعد استسلام الجمهوريين، فرَّ سانتياغو كاريو نحو فرنسا، عبر الحدود الكاتالونية، موقع آخر جبهات الحرب الأهلية التي شارك فيها. حاولت أسرته، المكونة من رفيقته تشون (Chon) وابنتهما، مغادرة إسبانيا عبر ميناء أليكانتي، إلا أنهما اعتقلتا من طرف القوميين، دون افتضاح هويتيهما كأقرباء لكاريو. نجح كاريو في تهريبهما نحو فرنسا، عبر البرانس. توفيت ابنته متأثرة بمضاعفات الأمراض التي أصيبت بها خلال الاعتقال ورحلة الهروب. بعد ذلك سينفصل سانتياغو عن رفيقته تشون.

سيستأنف كاريو نشاطه في المنفى، ضمن المكتب السياسي للحزب الشيوعي الإسباني، الذي كانت تقوده دولوريس إيباروري ككاتبة عامة. سيتكلف كاريو بتنظيم اشتغال الحزب داخل إسبانيا، وستكون أول خطوة إيقاف العمل المسلح، وتعويضه بالعمل السياسي الاختراقي لمؤسسات النظام الفرانكوي، بالسيطرة على النقابات العمودية (أنظر ميثاق العمل لسنة 1938).

في سنة 1954، في ظرفية ما بعد وفاة ستالين، سينعقد المؤتمر الخامس للحزب الشيوعي الإسباني في تشيكوسلوفاكيا، وسينادي خلاله كاريو بدمقرطة الحزب، وسيدعو بعد ذلك لإطلاق مسلسل مصالحة وطنية. وخلال المؤتمر السادس، في 1960، سيتم انتخاب كاريو كاتبا عاما للحزب.

خلال ستينات القرن العشرين، سيأخذ الحزب الشيوعي الإسباني مسافة من الخط السياسي للاتحاد السوفييتي، بسبب تداعيات ربيع براغ وماي 1968، وسيقترب أكثر من التنظيمات الشيوعية لأوروبا الغربية كالحزبين الشيوعيين الإيطالي والفرنسي.

## الانتقال الديمقراطي
في 9 أبريل 1977، وإبان الانتقال الديمقراطي، رفع المنع الذي طال الحزب الشيوعي الإسباني لأربعين سنة. وفي 15 يونيو من نفس السنة، شارك الحزب في الانتخابات التشريعية، حيث انتخب سانتياغو كاريو، إلى جانب دولوريس إيباروري ورافائيل ألبرتي، كأول نواب شيوعيين في برلمان الديمقراطية الوليدة آنذاك. عين كاريو جوردي صولي تورا كممثل للحزب الشيوعي في لجنة صياغة دستور 1978 .

ساهم كاريو في مسلسل الانتقال الديمقراطي، عبر نهجه سياسة المراجعات الواقعية والمرنة لقناعاته الشيوعية، وعبر تشجيع التوافقات السياسية في أصعب مراحل الانتقال، إضافة إلى قبوله العمل المشترك مع شخصيات وتنظيمات سياسية، كان يعاديها خلال فترتي الحرب الأهلية والحقبة الفرانكوية.

## مرحلة الديمقراطية
انخفض الثقل السياسي للحزب الشيوعي الإسباني في الاستحقاقات الانتخابية لسنتي 1979 و 1982، حيث انحسرت تمثيليته البرلمانية بشكل ملحوظ، مما أدى لظهور تيارات تصحيحية داخل الحزب.

استقال كاريو من تسيير الحزب سنة 1982، ثم تزايدت الخلافات بينه وبين المسيرين الجدد، حيث انتهى الأمر بطرده من الحزب سنة 1985. سيؤسس بعد ذلك حزب العمال الإسبانيين والوحدة الشيوعية (PTE-UC)، والذي لم يستطع جذب الكتلة الناخبة، لينتهي بالاندماج في صفوف الحزب العمالي الاشتراكي، باستثناء مؤسسه كاريو الذي فضل أن يعتزل الممارسة السياسية بصفة نهائية.

بعد اعتزاله السياسي، اشتغل كاريو في المجالين الأكاديمي والإعلامي، وحصل سنة 2005، على شهادة الدكتوراه الفخرية من الجامعة المستقلة لمدريد، لدوره في مسلسل المصالحة الوطنية.

## أعماله
تميز سانتياغو كاريو بغزارة إنتاجه على مستوى الكتابة السياسية ومن أهم مؤلفاته:
- هل ماتت الشيوعية؟ (2001)
- مذكرات (2006)
- دولوريس إيباروري، الباسيوناريا، قوة الطبيعة (2008)
- الرفاق القدامى (2010)
- المصالحة الصعبة للإسبانيين (2010)

## روابط خارجية
- سانتياغو كاريو على موقع IMDb (الإنجليزية)
- سانتياغو كاريو على موقع الموسوعة البريطانية (الإنجليزية)
- سانتياغو كاريو على موقع مونزينجر (الألمانية)
- سانتياغو كاريو على موقع قاعدة بيانات الفيلم (الإنجليزية)